# Xot de Mindoro
El xot de Mindoro (Otus mindorensis) és una espècie d'ocell de la família dels estrígids (Strigidae). Habita la selva humida de les muntanyes de Mindoro, a les Filipines. El seu estat de conservació es considera gairebé amenaçat.